# Anno 1701: Dawn of Discovery
Anno 1701: Dawn of Discovery är ett realtidsstrategidatorspel utvecklat av Keen Games och utgivet av Disney Interactive år 2007/2008. Spelet ingår i spelserien Anno 1701, men är specialanpassat för Nintendo DS till skillnad från övriga spel i serien som i huvudsak gjorts för PC.
I spelet finns det tre stycken spellägen, ett berättande, ett fritt spel och ett multiplayerspel. Det har släppts i Europa, Australien, Kanada och i USA.

## Recensioner
I Sverige fick spelet positiva recensioner från bland andra Daniel Gustafson i Expressen och Love Bolin i Gamereactor. Bland annat fick spelet beröm för hur det lyckats få med funktioner trots Nintendo DS mindre skärm och avsaknad av mus. Albin Damberg i Smålandsposten gav däremot spelet en tvåa och menade att det inte var en ersättnings för PC-versionen.